# 上渡津橋
上渡津橋（かみわたつばし）は、愛知県豊橋市の豊川に架かる橋である。県道502号豊橋環状線（通称：豊橋環状線）に指定されている。

## 概要
当時、豊川市方面から豊川を渡ることのできる橋は豊川橋、渡津橋、豊橋、吉田大橋などがあったが、蒲郡方面および豊川ICから豊橋港への最短ルートとしては豊川橋、渡津橋しかなく、他の橋では大きく迂回することになってしまう。しかし、当時の豊川橋は有料道路であったため、避けるように国道23号（蒲郡街道）の渡津橋を通行する車両が多かった。
その渡津橋の混雑解消のために、当橋梁が建設された。また、それに伴い周辺道路の整備も行われた。

### 路線データ
- 起点：愛知県豊橋市三ツ相（みつあい）町
- 終点：愛知県豊橋市川崎町
- 全長：0.8km（橋長305m）
- 車線数：2車線

## 沿線風景
起点の信号を過ぎ、上り坂を上ると、左側に渡津橋と豊川橋が見え、右側に鉄道橋が見える。やがて進み、坂を下ったところで終点となる。

## 沿革
- 2004年12月22日：開通

## 豊川架橋の他の橋
- 豊川橋：豊橋市神野新田町から豊橋市前芝町（国道23号（豊橋バイパス））
- 渡津橋：豊橋市高洲町から豊橋市清洲町（国道23号（蒲郡街道）現道・国道247号重複）
- 豊橋：豊橋市船町ないし湊町から豊橋市下地町（旧東海道）
- 吉田大橋：豊橋市今橋町から豊橋市下地町（国道1号）